# Raïon de Baryssaw
Le raïon de Baryssaw (en biélorusse : Барысаўскі раён, Baryssawski raïon) ou raïon de Borissov (en russe : Борисовский район, Borissovski raön) est une subdivision de la voblast de Minsk, en Biélorussie. Son centre administratif est la ville de Baryssaw.

## Géographie
Le raïon couvre une superficie de 2 987,63 km2, dans le nord-est de la voblast. Il est limité au nord par la voblast de Vitebsk (raïon de Dokchytsy, raïon de Lepiel et raïon de Tchachniki), à l'est par le raïon de Kroupki, au sud par le raïon de Berazino et le raïon de Tcherven, et à l'ouest par le raïon de Smaliavitchy et le raïon de Lahoïsk.

## Histoire
Le raïon de Baryssaw a été créé le 17 juillet 1924.

## Population

### Démographie
Les résultats des recensements de la population (*) font apparaître une augmentation continue de la population jusque dans les années 1990. Les premières années du XXIe siècle sont au contraire marquées par une diminution :
Recensements (*) ou estimations de la population :
| 1959*   | 1970*   | 1979*   | 1989*   | 1999*   | 2009*   |
| ------- | ------- | ------- | ------- | ------- | ------- |
| 138 796 | 156 614 | 173 174 | 195 495 | 200 496 | 188 142 |

### Nationalités
Selon les résultats du recensement de 2009, la population du raïon se composait de deux nationalités principales :
- 84,8 % de Biélorusses ;
- 11,1 % de Russes ;
- 1,7 % d'Ukrainiens.

### Langues
En 2009, la langue maternelle était le biélorusse pour 51.5 % des habitants du raïon de Baryssaw et le russe pour 45,5 %. Le biélorusse était parlé à la maison par 16,2 % de la population et le russe par 80 %.